# Eleição municipal de Osasco em 1996
A Eleição municipal de Osasco ocorreu no dia 3 de outubro de 1996, para a eleição de um prefeito, um vice-prefeito e mais 21 vereadores. O prefeito Celso Giglio (PTB) terminara seu mandato em 1º de janeiro do ano seguinte.
Vencendo a disputa eleitoral Silas Bortolosso, governando a cidade pelo período de 1º de janeiro de 1997 a 31 de dezembro de 2000.

## Candidatos
|  | Nº | Candidato(a) a prefeito | Candidato(a) a prefeito                                  | Candidato(a) a vice-prefeito | Candidato(a) a vice-prefeito                | Coligação                                                             |
|  | -- | ----------------------- | -------------------------------------------------------- | ---------------------------- | ------------------------------------------- | --------------------------------------------------------------------- |
|  | 12 |                         | Carlos Fernando Zuppo (PDT) Carlos Fernando Zuppo Franco |                              | n/d                                         | Sem coligação - Partido Democrático Trabalhista (PDT)                 |
|  | 13 |                         | João Paulo Cunha (PT) João Paulo Cunha                   |                              | n/d                                         | Sem coligação - Partido dos Trabalhadores (PT)                        |
|  | 14 |                         | Silas Bortolosso (PTB) Silas Bortolosso                  |                              | Carlos José Gaspar (PTB) Carlos José Gaspar | Sem coligação - Partido Trabalhista Brasileiro (PTB)                  |
|  | 16 |                         | Messias Américo da Silva (PSTU) Messias Américo da Silva |                              | n/d                                         | Sem coligação - Partido Socialista dos Trabalhadores Unificado (PSTU) |
|  | 25 |                         | César Braga (PFL) Antonio César de Oliveira Braga        |                              | n/d                                         | Sem coligação - Partido da Frente Liberal (PFL)                       |
|  | 33 |                         | Ivan Cacao (PMN) Ivan Cacao                              |                              | n/d                                         | Sem coligação - Partido da Mobilização Nacional (PMN)                 |
|  | 45 |                         | José Masci de Abreu (PSDB) José Masci de Abreu           |                              | n/d                                         | Sem coligação - Partido da Social Democracia Brasileira (PSDB)        |

## Resultados

### Prefeito
| 1º Turno 3 de outubro de 1996         | 1º Turno 3 de outubro de 1996 | 1º Turno 3 de outubro de 1996 | 1º Turno 3 de outubro de 1996 |
| Candidato(a)                          | Vice                          | Votação                       | Votação                       |
| Candidato(a)                          | Vice                          | Total                         | Porcentagem                   |
| ------------------------------------- | ----------------------------- | ----------------------------- | ----------------------------- |
| Silas Bortolosso (PTB)                | Carlos José Gaspar (PTB)      | 171.753                       | 49,36%                        |
| João Paulo Cunha (PT)                 | n/d                           | 65.173                        | 18,73%                        |
| Carlos Fernando Zuppo (PDT)           | n/d                           | 36.559                        | 10,51%                        |
| José Masci de Abreu (PSDB)            | n/d                           | 20.013                        | 5,75%                         |
| Antonio César de Oliveira Braga (PFL) | n/d                           | 8.301                         | 2,39%                         |
| Messias Américo da Silva (PSTU)       | n/d                           | 673                           | 0,19%                         |
| Ivan Cacao (PMN)                      | n/d                           | 289                           | 0,08%                         |
| Total de votos válidos                | Total de votos válidos        | 302.761                       | 100,00%                       |
| Votos apurados                        |                               |                               |                               |
| Votos válidos                         | Votos válidos                 | 302.761                       | 87,02%                        |
| Votos em branco                       | Votos em branco               | 8.564                         | 2,46%                         |
| Votos nulos                           | Votos nulos                   | 36.600                        | 10,52%                        |
| Total de votos apurados               | Total de votos apurados       | 347.925                       | 100,00%                       |
| Eleitores                             |                               |                               |                               |
| Comparecimento                        | Comparecimento                | 347.925                       | 86,17%                        |
| Abstenções                            | Abstenções                    | 55.864                        | 13,83%                        |
| Total de eleitores                    | Total de eleitores            | 403.789                       | 100,00%                       |

### Vereadores
| Antonio Aparecido Toniolo     | PTB   | 6.913 | 1,99 |
| Willians Rafael da Silva      | PTB   | 6.782 | 1,95 |
| Manoel Eddvan Mané Cerqueira  | PMDB  | 5.569 | 1,60 |
| Reginaldo Oliveira de Almeida | PSDB  | 5.190 | 1,49 |
| Dionisio Alvarez Mateos Filho | PTB   | 4.659 | 1,34 |
| José Barbosa Coelho           | PTB   | 4.343 | 1,25 |
| Paulo Sartori                 | PTB   | 3.999 | 1,15 |
| André Sacco Junior            | PTB   | 3.998 | 1,15 |
| Antonio Cláudio Flores Piteri | PMDB  | 3.807 | 1,09 |
| Gino Inoguti                  | PTB   | 3.647 | 1,05 |
| Bernardino do Couto Alves     | PMDB  | 3.337 | 0,96 |
| Romeu Marchionno              | PRONA | 3.276 | 0,94 |
| Marcos Lopes Martins          | PT    | 3.101 | 0,89 |
| José Amando Mota              | PFL   | 2.706 | 0,78 |
| Sonia Maria Rainho Gonçalves  | PT    | 2.693 | 0,77 |
| Faisal Cury                   | PRONA | 2.647 | 0,76 |
| Emídio Pereira de Souza       | PT    | 2.626 | 0,75 |
| Fumio Miazaki                 | PSDC  | 2.229 | 0,64 |
| Mário Luiz Guide              | PSB   | 1.956 | 0,56 |
| Delbio Camargo Teruel         | PDT   | 1.919 | 0,55 |
| Mário Tenório Cavalcante      | PDT   | 1.714 | 0,49 |